# Тоньола, Хосе
Хосе́ Тоньо́ла (исп. José Tognola; о датах рождения и смерти ничего не известно) — уругвайский футболист, выступавший на позиции нападающего.

## Биография
На протяжении карьеры выступал в основном за команду «Реформерс», но 1915 год провёл в составе «Пеньяроля», с которым по итогам чемпионата Уругвая занял второе место.
Как футболист клуба «Реформерс» был в составе сборной Уругвая во время чемпионата Южной Америки 1916 — первого в истории континентального первенства в истории мирового футбола. Уругвай выиграл турнир, а Тоньола сыграл в двух матчах — против сборной Бразилии (Хосе отметился забитым голом) и Аргентины.
Тоньола также был в составе сборной Уругвая на чемпионате Южной Америки 1917 года, где Уругвай сумел защитить звание сильнейшей сборной континента. Тоньола вновь стал чемпионом, но на этот раз не сыграл ни в одном матче.

## Титулы
- Вице-чемпион Уругвая (1): 1915
- Чемпион Южной Америки (2): 1916, 1917